# Anagyrus schoenherri
Anagyrus schoenherri är en stekelart som först beskrevs av John Obadiah Westwood 1837.  Anagyrus schoenherri ingår i släktet Anagyrus och familjen sköldlussteklar. Arten är reproducerande i Sverige. Inga underarter finns listade i Catalogue of Life.